# Rafael von Ambros

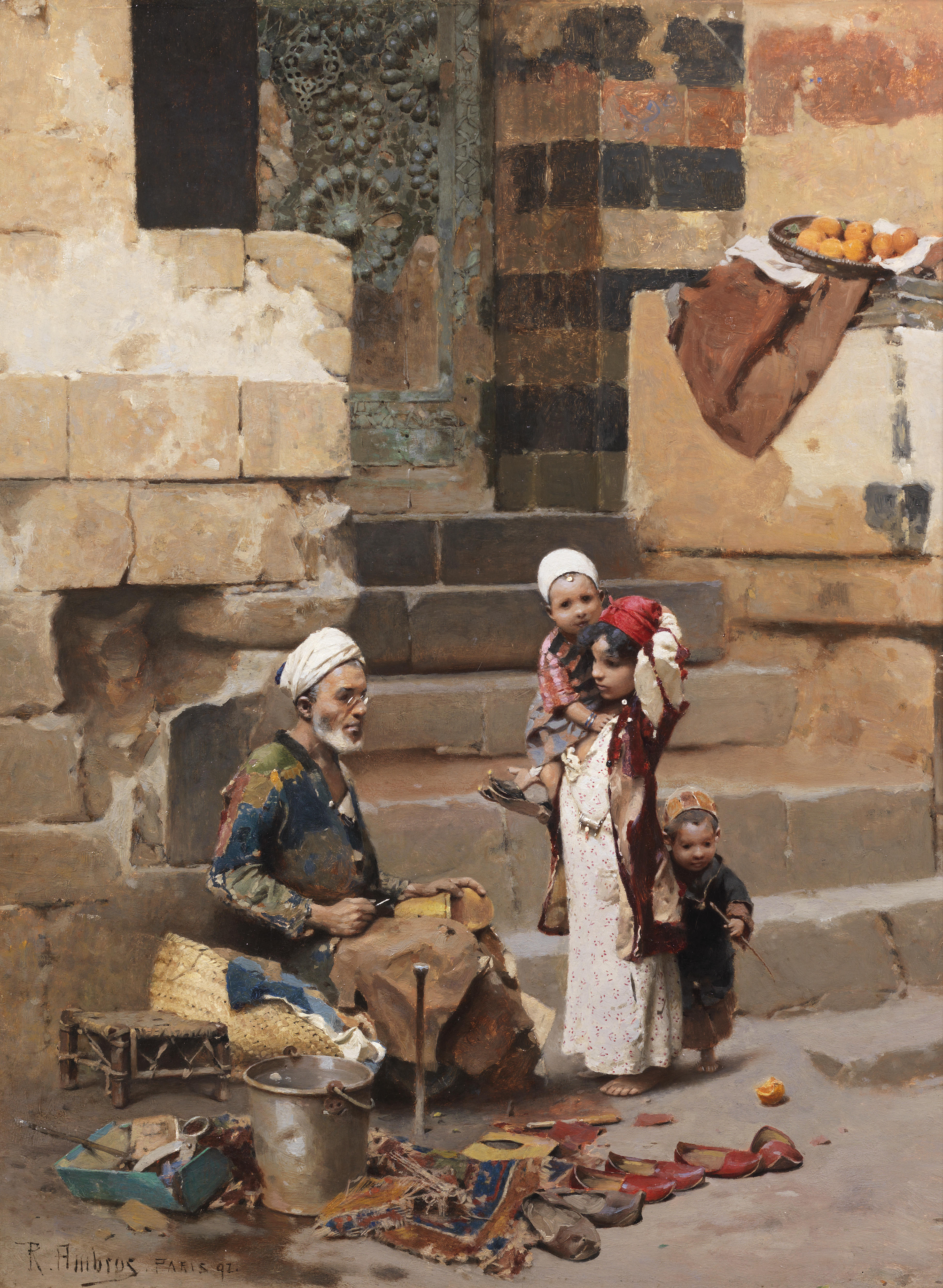
Rafael Ritter von Ambros: O velho sapateiro no Cairo, 1892

Rafael Ambros, cavaleiro de Ambros (Praga, 12. de maio de 1855 -  Gutenstein, 19 Setembro de 1895), foi um pintor austríaco. 
Ele era o filho mais velho do Procurador-Geral e compositor August Wilhelm Ambros (1816-1876), que se tornou Cavaleiro da Ordem da Coroa de Ferro III. A classe foi para eles  nomeada. Por esse motivo, sua viúva Theresia Ambros e os sete irmãos de Rafael foram criados para a cavalaria austríaca em 1878. Sua mãe passou a ter o nome de Theresia Edle von Ambros. 